# قوى كاوري من أجل بنين الناشئة
قوى كاوري من أجل بنين الناشئة (بالفرنسية: Forces Cauris pour un Bénin émergent)‏ هو حزب سياسي في بنين، شكله أنصار الرئيس يايي بوني. في الانتخابات البرلمانية التي أجريت في 31 مارس 2007، فاز الحزب بـ 35 مقعدًا من أصل 83 مقعدًا. وسع الحزب عدد مقاعده إلى 41 مقعدًا في انتخابات 2011 التي أعقبت إعادة انتخاب يايي بوني كرئيس.
بعد أن قضى الرئيس بوني يايي فترتين كحد أقصى لمدة خمس سنوات، خسر ليونيل زينسو، المرشح عن الحزب، الانتخابات الرئاسية في مارس 2016. 
شهد قانون انتخابي جديد مثير للجدل تم تقديمه في يوليو 2018 المصادقة على حزب فيل لخوض الانتخابات البرلمانية لعام 2019 في بنين.